# Livinhac-le-Haut
 Livinhac-le-Haut  (en occitano Livinhac) es una población y comuna francesa, situada en la región de Mediodía-Pirineos, departamento de Aveyron, en el distrito de Villefranche-de-Rouergue y cantón de Decazeville.

## Demografía
| 1410 | 1423 | 1384 | 1320 | 1179 | 1126 |
| Para los censos de 1962 a 1999 la población legal corresponde a la población sin duplicidades (Fuente: INSEE [Consultar]) |      |      |      |      |      |